# Koncert (album, Jaromír Nohavica)
Koncert (1998) je osmé album Jaromíra Nohavici. Album je vytvořeno z nahrávek ze živých koncertů, které Jaromír Nohavica absolvoval s uskupením nazvaným Kapela (a ze kterého později vznikla kapela Neřež). Mnohé písně (Darmoděj, Muzeum, Moje malá válka …) jsou zde v novém hávu, který jim dodává právě spolupráce s Kapelou.
Písně z alba s klavírním výtahem vyšly ve zpěvníku Koncert, který v roce 2000 vydalo nakladatelství G + W.

## Seznam písní
1. Dokud se zpívá 3:04
2. Těšínská 3:03
3. Vlaštovko, leť 2:17
4. Zítra ráno v pět 2:41
5. Přítel 3:47
6. Jdou po mně, jdou 3:07
7. Zatímco se koupeš 3:12
8. Fotbal 3:18
9. Bláznivá Markéta 2:15
10. Petěrburg 3:06
11. Píseň psaná na vodu 2:43
12. Mikymauz 3:42
13. Děvenka Štěstí a mládenec Žal 3:18
14. Moje malá válka 3:35
15. Když mě brali za vojáka I. 0:43
16. Až to se mnu sekne 3:56
17. Když mě brali za vojáka II. 2:38
18. Darmoděj 5:09
19. Zatanči 1:56
20. Muzeum 4:18
21. Polámaný anděl touhy 3:13
22. Cukrářská bossanova 4:15
23. Kometa 2:59

## Seznam hostů
Vladislava Hořovská (housle, sbor), Petra Pukavcová (hoboj, sbor), Filip Jelínek (klávesy, trombon), Pavel Plánka (bicí), Vít Sázavský (baskytara, housle, sbor) a Zdeněk Vřešťál (ak. kytara, sbor).

## Recenze
- Interfolk Archivováno 11. 10. 2007 na Wayback Machine.
- MF Dnes Archivováno 11. 10. 2007 na Wayback Machine.